# Tensiune de străpungere

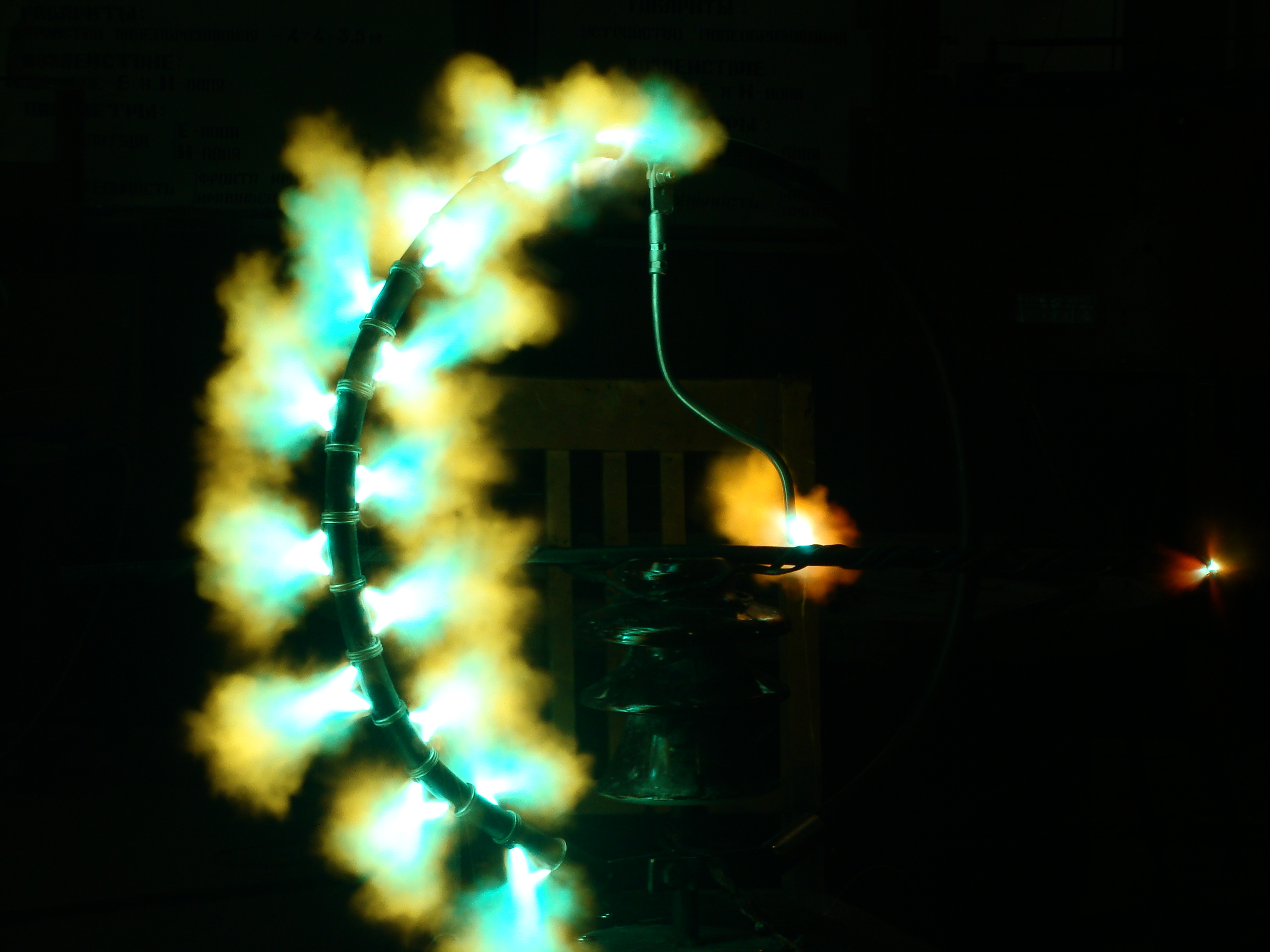
Tensiune de străpungere prin șoc a unui izolator conductiv.

Tensiunea de străpungere (de descompunere a unui izolator) este tensiunea minimă care determină o porțiune a unui izolator să devină conductivă electric. Reprezintă un dispozitiv electronic pentru tensiunea maximă aplicabilă dispozitivului, atunci când nu este în conducere, înainte de a începe să conducă un curent puternic, în mod normal distrugându-se (datorită efectului Joule sau a altor cauze) până la continuarea conducerii; alternativ, pentru un izolator, acesta poate fi definit ca tensiunea minimă care conduce la conductivitatea a cel puțin o porțiune din materialul său, producând de obicei aceleași efecte sau, în orice caz, degradând caracteristicile structurii izolatoare într-o măsură diferită, dacă izolația este un solid.
Pentru diode, tensiunea de străpungere este tensiunea inversă minimă care face ca dioda să se comporte considerabil în sens invers. Unele dispozitive (cum ar fi TRIAC) care au, de asemenea, o tensiune de defecțiune înainte se numește tensiune de străpungere în sens direct.